# طراحی و محاسبه سیستم فتوولتائیک
برای طراحی یک سیستم فتوولتائیک لازم است عوامل مختلفی مورد توجه و بررسی قرار گیرند که بعضی از آن‌ها در محاسبه ظرفیت و خروجی سیستم، یا برآورد برقی که تولید می‌شود مؤثرند و بعضی دیگر در انتخاب نوع تجهیزات و طراحی آن‌ها نقش دارند.
این عوامل عبارتند از:
1. موقعیت جغرافیایی: عرض و طول جغرافیایی و نیز ارتفاع محل نصب سیستم فتوولتائیک فاکتورهای لازم برای محاسبه قدرت تابش نور خورشید است.
2. موقعیت زمانی: در بررسی موقعیت زمانی، محل نصب و شرایط آن نسبت به حرکت خورشید، وجود سایه ارتفاعات و کوه‌های اطراف یا حتی سایه ساختمان‌ها و تعیین ساعاتی از روز که ممکن است وجود این سایه‌ها مانع از تابش مستقیم نور خورشید به پانل‌ها باشد، بررسی می‌شود. فاصله سیستم نسبت به مصرف‌کننده و مسیر کابل‌کشی، طول کابل‌های اتصال را تعیین می‌کند. مقاومت الکتریکی کابل‌ها و تلفات انرژی درآن‌ها در محاسبات ظرفیت سیستم فتوولتائیک مؤثر است.

1. شرایط آب و هوایی: تعداد روزهای ابری پشت سرهم ازجمله عوامل مهمی است که در بررسی شرایط آب و هوایی تعیین می‌شود. اگر بخواهیم مقداری از برق خورشیدی را برای ایام ابری ذخیره کنیم این عامل در محاسبات وارد شده و ظرفیت سیستم فتوولتائیک با توجه به برق مورد نیاز درایام ابری محاسبه می‌شود. علاوه بر آن وزش باد و سرعت آن برای تعیین استحکام سازه فلزی یا ساختمانی، میزان بارندگی و ارتفاع برف برای تعیین ارتفاع پانل‌ها از سطح زمین، شفافیت هوا، میزان شرجی بودن یا غبارآلود بودن و اثر آن‌ها در شدت تابش نور خورشید، وجود صاعقه و رعد و برق برای پیش‌بینی تجهیزات ایمنی مناسب از جمله عوامل دیگری است که بررسی می‌شود.